# Шутц, Уильям
Уильям К. Шутц, англ. William C. Schutz (19 декабря 1925 — 9 ноября 2002) — американский психолог, жил в Калифорнии.
В 1958 Шутц предложил свою теорию межличностных отношений и психологической совместимости, которую он назвал «Фундаментальная ориентация межличностных отношений» (FIRO). Согласно данной теории, три фактора межличностных отношений считались достаточными для объяснения большинства ситуаций человеческого взаимодействия: включённость (Inclusion), контроль (Control) и аффектация (Affection). При помощи данных факторов оценивалась также групповая динамика.
У каждого человека, по мнению Шутца, есть потребность отдавать и принимать контроль, включённость и аффектацию. Комплементарные отношения — наиболее продуктивны.
Шутц создал опросник FIRO-B, измеряющий проявленность указанных трёх факторов. К середине 1970-х годов FIRO-B, согласно сравнительному обзору Пфайфера и Хеслина (1976, Pfeiffer and Heslin), был «наиболее часто используемым тестом при тренингах» («the FIRO-B was the most generally usable instrument in training»).
Шутц умер от сердечного приступа 9 ноября 2002.

## Основные публикации
- FIRO: A Three-Dimensional Theory of Interpersonal Behavior. New York, NY: Rinehart (1958).
- Joy. Expanding Human Awareness. ? (1967). Книга переведена на русский язык: Шутц У. Радость. Расширение человеческого сознания.-М.: Эксмо, 2003.
- Profound Simplicity. New York, NY: Bantam (1979). Книга переведена на русский язык: Шутц У. Совершенная ясность.-Харьков: Гуманитарный центр, 2004. Шутц В. Глубокая простота. Основы жизненной философии.-М.: Азбука, 2007.
- The Truth Option. Berkeley, CA: Ten Speed Press (1984).
- Joy: Twenty Years Later. Berkeley, CA: Ten Speed Press (1989).
- «Beyond FIRO-B—Three New Theory Derived Measures—Element B: Behavior, Element F: Feelings, Element S: Self.» Psychological Reports, June, 70, 915—937 (1992).
- The Human Element: Productivity, Self-Esteem and the Bottom Line. San Francisco, CA: Jossey-Bass (1994).